# Condannato a ridere
Condannato a ridere è il secondo album pubblicato da Giorgio Faletti, nel 1992. Contiene, fra l'altro, la canzone "Rumba di tango" cantata in coppia con Orietta Berti e presentata al Festival di Sanremo di quell'anno. Tutto nero, la prima traccia d'apertura del disco, inizia con una musica sacra.

## Tracce
Testi e musiche di Giorgio Faletti.
1. Tutto nero - 5:04
2. La patata - 3:43
3. Le suore - 3:43
4. Fammi prendere il treno - 4:44
5. Le poubelle c'est la plus belle - 3:40
6. Dove lo metti il mambo - 3:25
7. Rumba di tango (con Orietta Berti) - 4:29
8. La cicciona - 3:43
9. Madame - 3:43
10. Il sosia - 4:58

## Formazione
- Giorgio Faletti – voce
- Charlie Cinelli – basso, cori
- Piero Gemelli – chitarra
- Alfredo Golino – batteria
- Matteo Fasolino – tastiera, programmazione, pianoforte
- Beppe Gemelli – batteria
- Fernando Brusco – tromba
- Mauro Parodi – trombone
- Giancarlo Porro – sassofono tenore, sassofono baritono
- Gabriele Comeglio – sax alto
- Alain Farrington, Giulia Fasolino, Naimy Hackett – cori